# تشارلز إس. زين
تشارلز إس. زين (بالإنجليزية: Charles S. Zane)‏ هو محامي وقاضي أمريكي، ولد في 2 مارس 1831 في مقاطعة كمبرلاند في الولايات المتحدة، وتوفي في 29 مارس 1915.